# Pozo del Mistol
Pozo del Mistol (o Pozo El Mistol) es una localidad del Departamento Valle Viejo, en la provincia de Catamarca, Argentina. Forma parte del Gran San Fernando del Valle de Catamarca.

## Geografía

### Población
Forma parte del componente San Isidro del Gran San Fernando del Valle de Catamarca. Cuenta con 25,674 habitantes (Indec, 2010), lo que representa un incremento del 15,8% frente a los 22,173 habitantes (Indec, 2001) del censo anterior.

### Terremoto de Catamarca de 1898
Ocurrió el 4 de febrero de 1898 (127 años), a las 12:57; tuvo una magnitud de 6,4 en la escala de Richter; se ubicó a 28°26' de Latitud Sur y 66°09' de Longitud Oeste (28°26′59″S 66°9′0″O / -28.44972, -66.15000)
Destruyó la localidad de Saujil, y afectó severamente los pueblos de Pomán, Mutquín y entorno. Hubo heridos y contusos.

#### Sismicidad
La sismicidad de la región de Catamarca es frecuente y de intensidad baja, y hay un silencio sísmico de terremotos medios a graves cada 30 años en áreas aleatorias. Sus últimas expresiones se produjeron en:
- 21 de marzo de 1892 (132 años), a las 1:45 UTC-3 con 6,0 Richter; como en toda localidad sísmica, aún con un silencio sísmico corto, se olvida la historia de otros movimientos sísmicos regionales (terremoto de Recreo de 1892).
- 21 de octubre de 1966 (58 años), a las 12:39 UTC-3 con 5,0 Richter.
- 3 de noviembre de 1973 (51 años), a las 14:17 UTC-3 con 5,8 Richter: además de la gravedad física del fenómeno se unió el olvido de la población a estos eventos recurrentes.
- 7 de septiembre de 2004 (20 años), a las 8:53 UTC-3, con una magnitud aproximadamente de 6,5 en la escala de Richter (terremoto de Catamarca de 2004)[1]